# FAAP24
FAAP24 (англ. Fanconi anemia core complex associated protein 24) – білок, який кодується однойменним геном, розташованим у людей на довгому плечі 19-ї хромосоми. Довжина поліпептидного ланцюга білка становить 215 амінокислот, а молекулярна маса — 23 897.
| 10         |  | 20         |  | 30         |  | 40         |  | 50         |
| ---------- |  | ---------- |  | ---------- |  | ---------- |  | ---------- |
| MEKNPPDDTG |  | PVHVPLGHIV |  | ANEKWRGSQL |  | AQEMQGKIKL |  | IFEDGLTPDF |
| YLSNRCCILY |  | VTEADLVAGN |  | GYRKRLVRVR |  | NSNNLKGIVV |  | VEKTRMSEQY |
| FPALQKFTVL |  | DLGMVLLPVA |  | SQMEASCLVI |  | QLVQEQTKEP |  | SKNPLLGKKR |
| ALLLSEPSLL |  | RTVQQIPGVG |  | KVKAPLLLQK |  | FPSIQQLSNA |  | SIGELEQVVG |
| QAVAQQIHAF |  | FTQPR      |  |            |  |            |  |            |

A: Аланін

C: Цистеїн

D: Аспарагінова кислота

E: Глутамінова кислота

F: Фенілаланін

G: Гліцин

H: Гістидин

I: Ізолейцин

K: Лізин

L: Лейцин

M: Метіонін

N: Аспарагін

P: Пролін

Q: Глутамін

R: Аргінін

S: Серин

T: Треонін

V: Валін

W: Триптофан

Задіяний у таких біологічних процесах, як пошкодження ДНК, репарація ДНК. 
Білок має сайт для зв'язування з ДНК. 
Локалізований у ядрі.